# Hugo Strauß
Hugo Strauß (født 25. juni 1907 i Mannheim, død 1. november 1941 i Sverdlovsk oblast, Rusland) var en tysk roer og olympisk guldvinder.
Strauß roede primært toer uden styrmand, og i denne båd blev han nummer to ved de tyske mesterskaber i 1935 sammen med Willi Eichhorn. Året efter blev de tyske mestre, og dermed blev de udtaget til OL 1936 i Berlin. De vandt deres indledende heat og var dermed direkte i finalen. Her førte danskerne Harry Larsen og Peter Richard Olsen en stor del af løbet, men de lavede imidlertid en styrefejl, der gjorde, at Eichhorn og Strauß indhentede dem. Tyskerne måtte imidlertid kæmpe hårdt for sejren, men danskerne gik ned til sidst og var over tre sekunder efter i mål, men vandt dog sølv foran argentinerne Horacio Podestá og Julio Curatella, der fik bronze.
Eichhorn og Strauß vandt i 1938 endnu en sølvmedalje ved de tyske mesterskaber. Samme år blev han præsident i den nystiftede Mannheim Eis- und Rollschuhclub (senere Mannheim ERC og Adler Mannheim).
Strauß blev også medlem af SS-Totenkopf-Standarte "Thuringia", og han blev som soldat i den tyske værnemagt dræbt på østfronten under 2. verdenskrig.

## OL-medaljer
- 1936:  Guld i toer uden styrmand